# Великі Атмені (Аліковський район)
Великі Атме́ні (рос. Большие Атмени, чув. Мăн Этмен) — присілок у складі Аліковського району Чувашії, Росія. Входить до складу Шумшеваського сільського поселення.
Населення — 126 осіб (2010; 152 у 2002).
Національний склад:
- чуваші — 100 %